# 唐鶴德
唐鹤德（英語：Daffy Tong Hok Tak；1959年2月5日—），香港金融业工作者，出生于中國上海。

## 生平
唐鹤德1959年出生於中國上海，他是和已故香港歌手张国荣从小是一对玩伴。他的家中排第七，對上有四個哥哥、兩個姐姐和一個妹妹。他畢業於荃灣聖芳濟中學。中學畢業後，他從事於銀行業。1982年12月2日，两人于香港丽晶酒店重逢，多年以來發展成伴侶挚爱。当时张国荣的演艺事业尚未起色，遇到过经济困难和事业瓶颈，唐鹤德为其提供了资金等方面的援助。1997年，张国荣於演唱會上將其與張母同時提及為「摯愛的朋友和親人」。2003年，张国荣逝世后，唐鹤德以「未亡人」身份将他的骨灰收藏在家中，并接管他留下的房产和金钱。2013年3月30日，唐鹤德出席“继续宠爱─十年”张国荣纪念展。2019年3月，他以1450万港币出售自己一套位于鲗鱼涌太古城恒星阁单位。